# Jedi Knight: Jedi Outcast
Star Wars Jedi Knight II: Jedi Outcast er et computerspil i serien Star Wars Jedi Knight. Man styrer hovedpersonen Kyle Katarn.

## Historie
Kyle som næsten gik over på den mørke side, har lagt sit lyssværd fra sig og har sværget aldrig at bruge kraften i igen. Han abejder nu sammen med kvinden Jan som lejesoldater. Da Jan bliver dræbt af den Mørke Jedi Desann og hans lærlig svæger han hævn. Efter at have fået sit lysværd tilbage af Luke Skywalker optager han forfølgelsen af Desann. Han opdager dog at Jan er i live og at det hele er et større komplot i mod den Nye Jedi Orden som han må alle sine krafter på at afværge.